# Кондратовка (Днепропетровская область)
Кондратовка (укр. Кіндратівка) — село,
Жемчужненский сельский совет,
Юрьевский район,
Днепропетровская область,
Украина.
Код КОАТУУ — 1225981013. Население по переписи 2001 года составляло 196 человек .

## Географическое положение
Село Кондратовка находится на правом берегу реки Малая Терновка,
выше по течению на расстоянии в 2 км расположено село Николаевка (Лозовской район),
ниже по течению на расстоянии в 5 км расположено село Бразолово,
на противоположном берегу — сёла Катериновка, Варламовка и Марьевка (Лозовской район).